# 久米勇紀
久米 勇紀（くめ ゆうき、1985年9月10日 - ）は、日本の元プロ野球選手（投手）。栃木県足利市出身。

## 経歴

### プロ入り前
栃木県足利市出身。桐生第一高等学校時代は、主将・二塁手として2003年の第85回全国高等学校野球選手権大会に出場し、ベスト4に貢献。高校時代は俊足と堅実な守りや球捌きのよさをセールスポイントとした内野手だった。
明治大学入学後投手に転向。1年次の春季リーグ戦で東京六大学野球リーグ戦優勝を経験した（この時久米は試合には出場していない）。
同年秋の開幕戦（対東京大学）に救援で初登板を果たし好投するが、松家卓弘に完封負けを喫した苦い試合だった。4年次（2007年）には古川祐樹（巨人）、水田裕（東邦ガス）、白石守（三菱重工名古屋）と合わせて「明大カルテット」または「M4」と呼ばれた強力投手陣を形成した。また北京オリンピックプレ大会の代表に選出されている。
同年11月19日、大学・社会人ドラフトにおいて福岡ソフトバンクホークスの3巡目指名を受け、11月29日、ソフトバンクと仮契約を結んだ。

### ソフトバンク時代

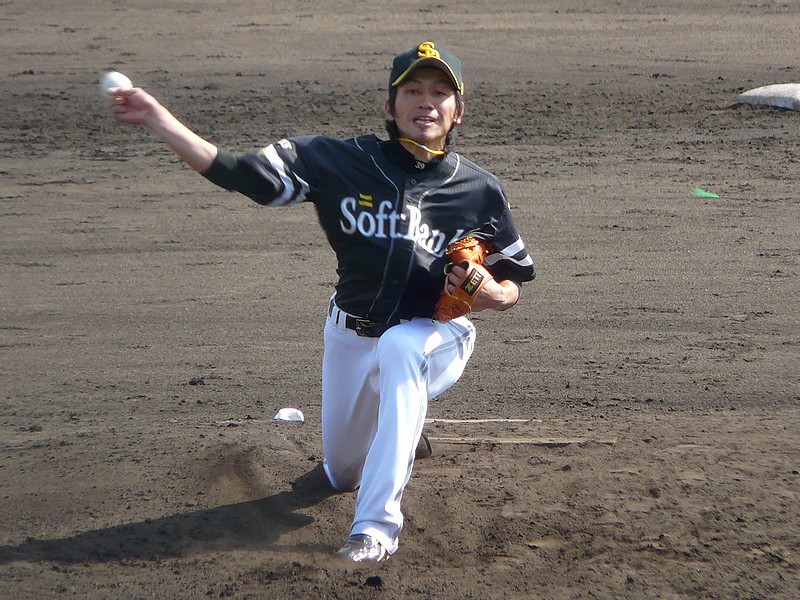
ソフトバンク時代（2010年4月29日）

ルーキーイヤーの2008年開幕を1軍で迎えると、3月20日の開幕戦（対楽天戦、ヤフーD）で8回途中から救援登板。チームがサヨナラ勝ちしたためプロ初勝利を挙げた。新人選手が開幕戦でプロ初登板初勝利を記録するのは、2003年3月31日の木塚敦志（横浜）以来8年ぶり。パ・リーグでは1959年の足立光宏（阪急）以来49年ぶり、5人目の記録。またチームとしても1958年の杉浦忠以来50年ぶりの記録だった。

開幕戦の勢いのままシーズン前半を防御率0点台で終えるなど、馬原孝浩不在（右肩炎症で長期離脱）で手薄な救援陣の救世主となり、40試合に登板し防御率3.25、チーム最多の19ホールドポイントを記録。しかし連投の疲れからか中盤以降は打たれる場面が目立つようになり、二軍落ちも経験した。
2009年は6月の練習中に右手首を骨折したため、18試合の登板に終わった。この骨折以降は一軍でも結果が残せず一軍未登板も2年続いた。

### 巨人時代
2012年6月13日にレビ・ロメロ、福元淳史との交換トレードで、立岡宗一郎とともに読売ジャイアンツへの移籍が決定した。背番号はソフトバンク時代と同じ「39」。しかし、一軍登板はなく、同年10月2日に読売ジャイアンツから戦力外通告を受け、退団した。

### 社会人野球時代
2013年に社会人野球の日立製作所硬式野球部に入団。背番号は「18」となったが、同年限りで退部した。

### 社会人野球退部後
2016年の学生野球資格回復研修を受講したうえで、翌2017年2月7日に日本学生野球協会より学生野球資格回復の適性認定を受けたことにより、学生野球選手への指導が可能となった。

## 人物
- 明治大学時代は、理系学部である農学部に所属していた（同期の古川祐樹も、理系学部である理工学部所属）[6]。
- 座右の銘は｢野球は戦争｣としていた[7]。
- 趣味は音楽鑑賞（ザ50回転ズ）。他にはサッカー、スノーボード。
- 愛称は「久米ちゃん」「くめっち」。
- とにかくビールが大好きでビール党だったが、プロに入り焼酎を好むようになった。
- 好きな女性のタイプは長谷川京子とのこと。
- 私服は古着を愛好している。
- 還暦を迎えた後に古書店のオヤジになることが将来の夢。

## 詳細情報

### 年度別投手成績
| 年 度     | 球 団        | 登 板 | 先 発 | 完 投 | 完 封 | 無 四 球 | 勝 利 | 敗 戦 | セ 丨 ブ | ホ 丨 ル ド | 勝 率 | 打 者 | 投 球 回 | 被 安 打 | 被 本 塁 打 | 与 四 球 | 敬 遠 | 与 死 球 | 奪 三 振 | 暴 投 | ボ 丨 ク | 失 点 | 自 責 点 | 防 御 率 | W H I P |
| --------- | ------------ | ----- | ----- | ----- | ----- | -------- | ----- | ----- | -------- | ----------- | ----- | ----- | -------- | -------- | ----------- | -------- | ----- | -------- | -------- | ----- | -------- | ----- | -------- | -------- | ------- |
| 2008      | ソフトバンク | 40    | 0     | 0     | 0     | 0        | 4     | 1     | 3        | 15          | .800  | 172   | 36.0     | 48       | 2           | 12       | 2     | 4        | 20       | 3     | 1        | 15    | 13       | 3.25     | 1.67    |
| 2009      | ソフトバンク | 18    | 0     | 0     | 0     | 0        | 1     | 0     | 0        | 0           | 1.000 | 78    | 19.0     | 14       | 2           | 9        | 0     | 0        | 13       | 0     | 0        | 7     | 5        | 2.37     | 1.21    |
| 2010      | ソフトバンク | 4     | 0     | 0     | 0     | 0        | 0     | 0     | 0        | 0           | ----  | 20    | 3.0      | 4        | 0           | 7        | 0     | 0        | 1        | 0     | 0        | 6     | 6        | 18.00    | 3.67    |
| 通算：3年 | 通算：3年    | 62    | 0     | 0     | 0     | 0        | 5     | 1     | 3        | 15          | .833  | 270   | 58.0     | 66       | 4           | 28       | 2     | 4        | 34       | 3     | 1        | 28    | 24       | 3.72     | 1.62    |

### 記録
- 初登板・初勝利：2008年3月20日、対東北楽天ゴールデンイーグルス1回戦（福岡Yahoo! JAPANドーム）、8回表2死に3番手で救援登板・完了、1回1/3を無失点
- 初奪三振：同上、8回表に山崎武司から見逃し三振
- 初ホールド：2008年4月4日、対千葉ロッテマリーンズ4回戦（千葉マリンスタジアム）、6回裏に2番手で救援登板、1回1/3を無失点
- 初セーブ：2008年4月10日、対オリックス・バファローズ3回戦（福岡Yahoo! JAPANドーム）、8回表2死に3番手で救援登板・完了、1回1/3を無失点

### 背番号
- 39 （2008年 - 2012年）